# Milagro económico griego
Se denomina milagro económico griego al período de alto ritmo de desarrollo económico y social que experimentó Grecia desde 1950 hasta 1973. La economía de Grecia creció a un promedio del 7% por año, la segunda tasa de crecimiento más alta del mundo, durante este período, después de la de Japón.

## Antecedentes
De 1941 a 1944, Grecia soportó los efectos devastadores de la Segunda Guerra Mundial, incluida la invasión militar alemana, la ocupación por el Eje y los feroces combates contra los grupos de la Resistencia griega, que causaron daños sin precedentes a la infraestructura y la economía del país, que ya estaban subdesarrolladas antes del inicio de la guerra. Los préstamos forzosos exigidos por el régimen de ocupación devaluaron gravemente la dracma griega, mientras que el final de la guerra dio paso a la guerra civil griega que duró hasta 1949. Para 1950, la posición relativa de la economía griega se había deteriorado drásticamente: el ingreso per cápita en los términos de poder adquisitivo cayeron en comparación del 62% de Francia en 1938 a alrededor del 40% en 1949, menos de una década después.

## Crecimiento económico

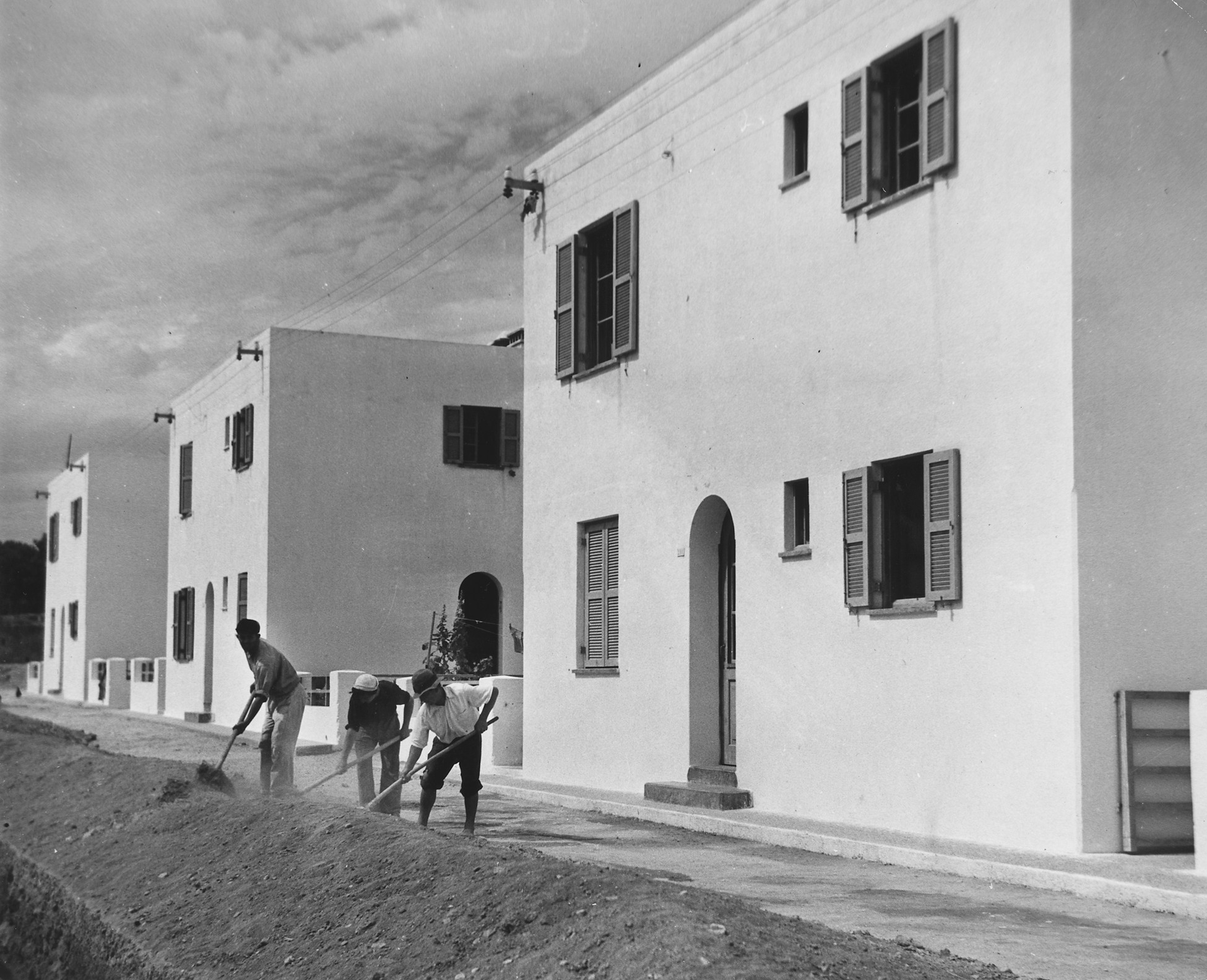
Los obreros trabajan la calle frente a las nuevas viviendas construidas con la ayuda de los fondos del Plan Marshall en Grecia.

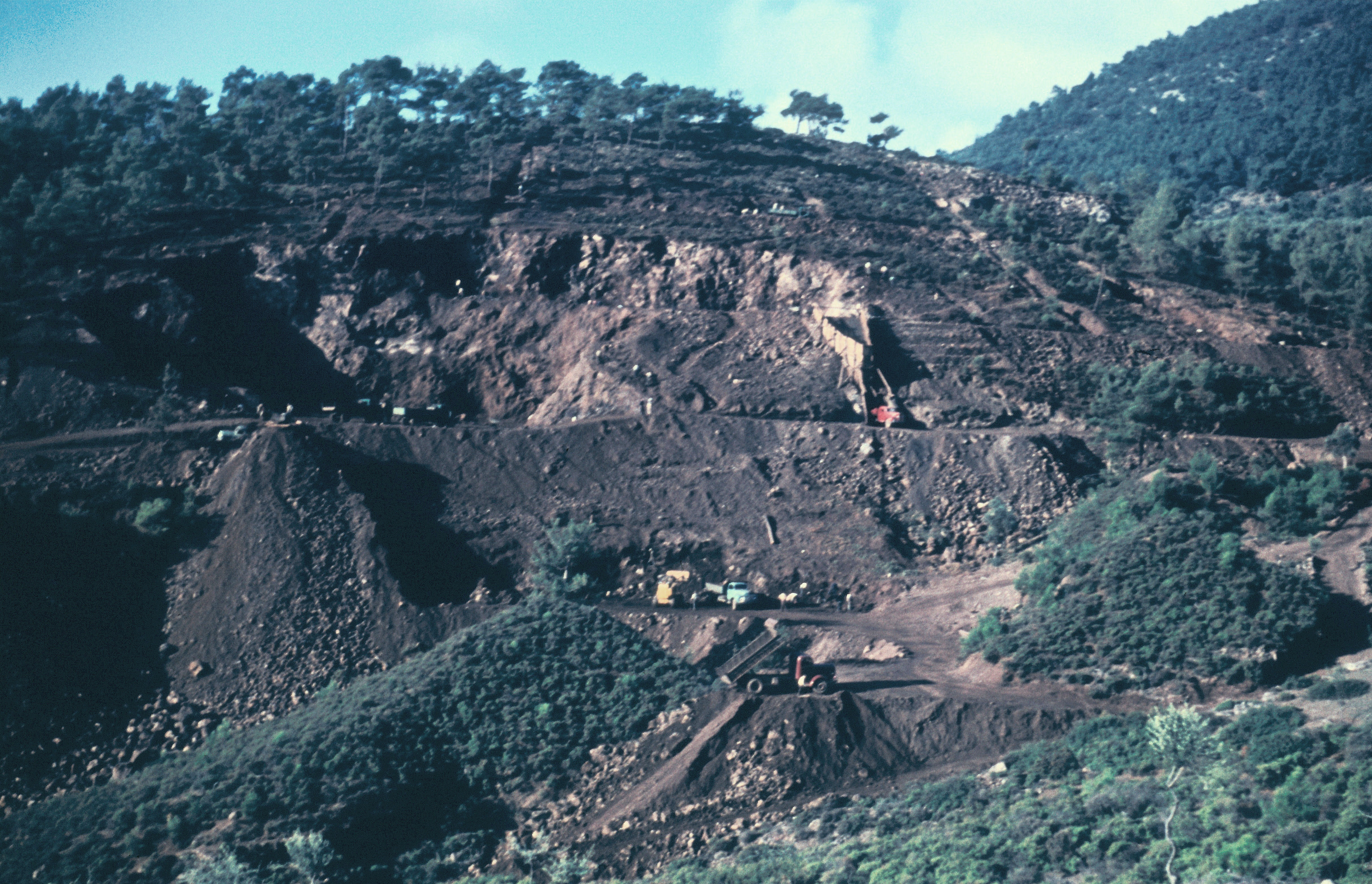
Mina de mineral de hierro en Thasos (1958)

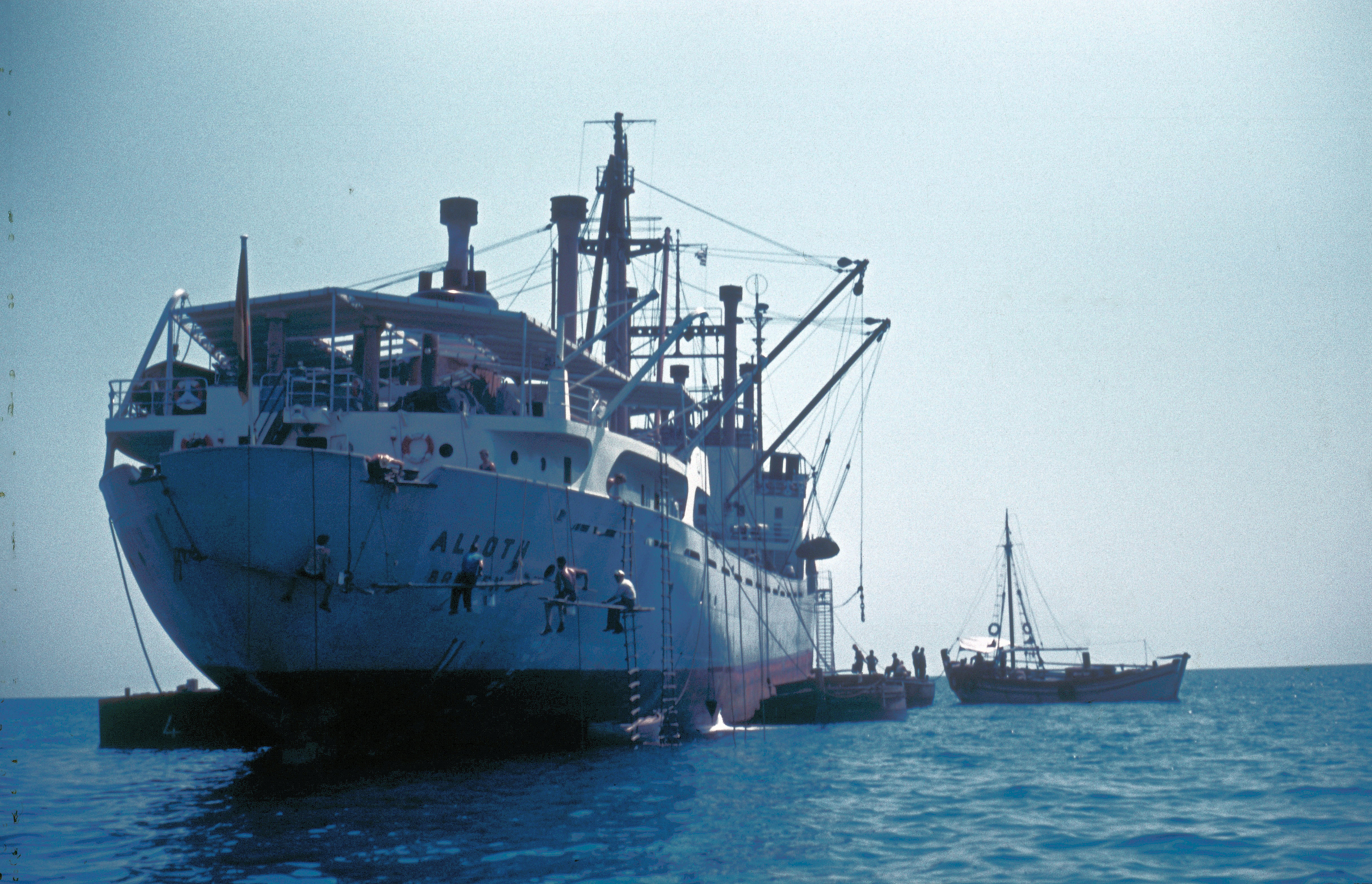
Embarque en Limenaria, Thasos, durante la década de 1950

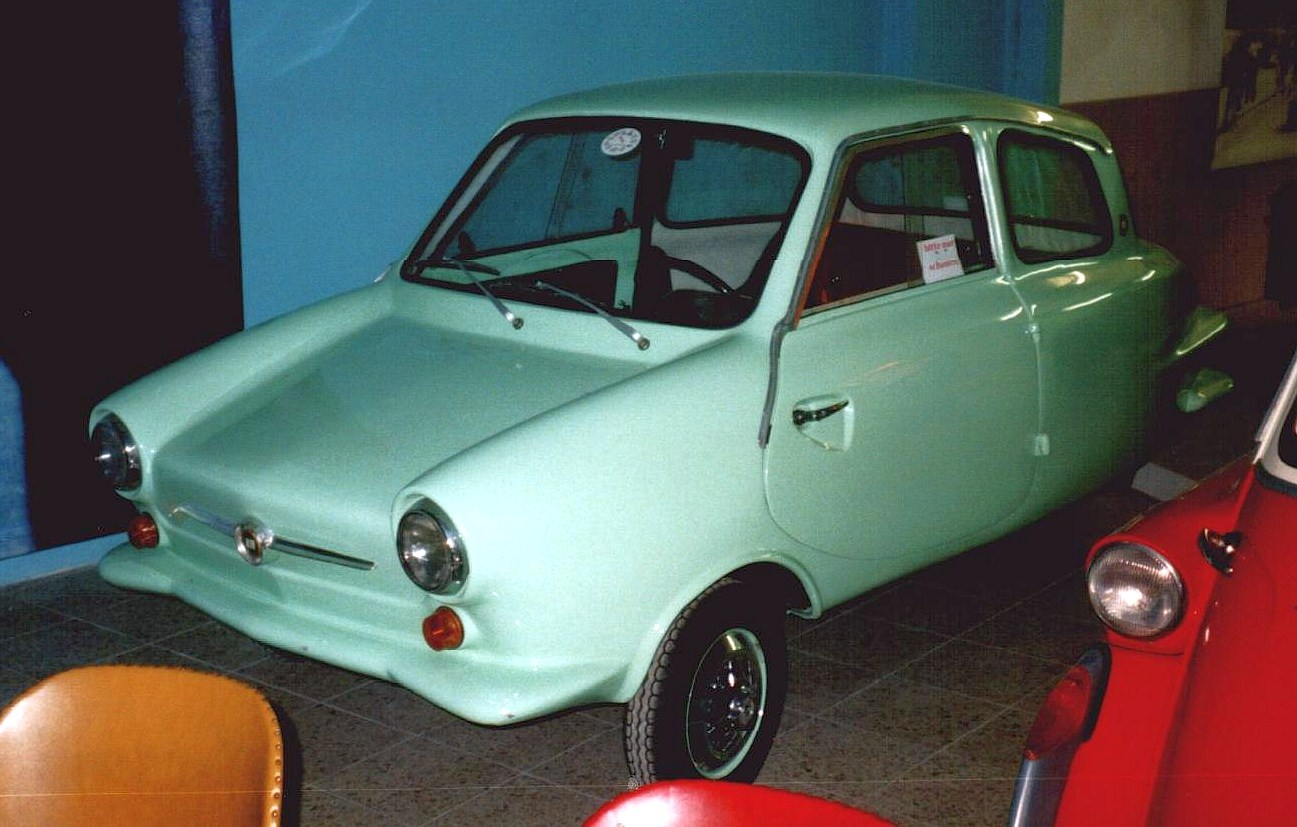
Alta A200 (1968)

Las tasas de crecimiento de Grecia fueron más elevadas durante la década de 1950, a menudo superiores al 10%, cercanas a las de las modernas "economías tigres". La producción industrial también creció anualmente al 10% durante varios años, principalmente durante la década de 1960. Inicialmente el crecimiento aumentó la distancia entre ricos y pobres, intensificando las divisiones políticas. 
Desde 1941 hasta 1944, la ocupación de Grecia por potencias del Eje durante la Segunda Guerra Mundial y la feroz lucha llevada a cabo por los grupos de la Resistencia griega tuvieron efectos devastadores en la infraestructura y la economía (los empréstitos forzados impuestos por las tropas de ocupación devaluaron en forma notable a la dracma griega). Adicionalmente luego de concluir la Segunda Guerra Mundial, una Guerra Civil se desencadenó en Grecia hasta 1949. Para 1950 la economía griega se había deteriorado de manera significativa. El ingreso per cápita medido en poder de compra había descendido de ser el 62% del de Francia en 1938 al 40% en 1949, según ha determinado el economista Angus Maddison.
La rápida recuperación de la economía griega a partir de 1949 fue facilitado por diversas medidas, incluidas el Plan Marshall, tal como  una devaluación drástica de la dracma, la atracción de inversiones extranjeras[cita requerida], desarrollo de la industria química, desarrollo del turismo y del sector de servicios en general y muy importante, una muy importante actividad en el sector de la construcción ligada a enormes proyectos de infraestructura y reconstrucción de las ciudades griegas. Siendo un país eminentemente rural se llevó a cabo una profunda reforma agraría que expropio unos cientos de latifundios para repartir miles de Ha a decenas de miles de pequeños campesinos creando una clase media rural y permitiendo la salida de la pobreza de 1.7 millones de personas en el campo. El modelo de desarrollo industrial seguido por la
con un proteccionismo industrial muy estricto, sirvió de modelo a la mayoría de los países europeos.En 1959 SE desarrolla una política monetaria centralizada con un banco central con unas atribuciones similares a las de los bancos centrales del Reino Unido, Francia y Alemania enfocadas a canalizar el crédito al desarrollo productivo del país, la mayoría de los bancos fueron nacionalizados lo que permitió triplicar el crédito y canalizar recursos ociosos a la industria y la agricultura. El desarrollo de una incipiente red ferroviaria y portuaria estatal supuso un cambio revolucionario en cuanto a la reducción de tiempos, distancias y costes de transporte, siendo una condición necesaria para la efectiva articulación del mercado nacional.
El efecto que este crecimiento económico tuvo en la sociedad griega y el desarrollo de sus ciudades. Lo cual dio lugar a una "renovación urbana" que reemplazó el paisaje urbano de edificios bajos y casas, por una serie de edificios de hormigón que se construyeron en las ciudades y poblados importantes. En total, el PIB griego creció durante 54 de los 60 años posteriores a la Segunda Guerra Mundial y la guerra civil griega. Desde 1950 hasta la crisis económica del 2008, con excepción de una desaceleración económica relativa durante la década de 1980, Grecia tuvo tasas de crecimiento económico superiores a las de la mayoría de las naciones europeas.
El período de crecimiento rápido finalizó de manera abrupta en 1974 con el colapso de la junta militar, cuando el país experimentó la peor contracción anual de su PBI (en aproximadamente el 5%) en su trayectoria posguerra.
Entre comienzos de la década de 1970 y 1990, era común una tasa de inflación de dos dígitos hasta que las políticas monetarias fueron modificadas para cumplir con los criterios requeridos para incorporarse a la eurozona.